# Isle-Aubigny
Isle-Aubigny ist eine französische Gemeinde mit 171 Einwohnern (Stand: 1. Januar 2022) im Département Aube in der Region Grand Est (bis 2015 Champagne-Ardenne). Sie gehört zum Arrondissement Troyes und zum Gemeindeverband Arcis, Mailly, Ramerupt. Die Bewohner werden Isliens genannt.

## Geografie
Die Gemeinde Isle-Aubigny liegt am Fluss Aube in der „trockenen Champagne“ (Champagne sèche), etwa 32 Kilometer nordnordöstlich von Troyes. Das 18,81 km² umfassende Gemeindeareal weist kaum Höhenunterschiede auf und ist durch weite Ackerflächen geprägt. Entlang der stark mäandrierenden Aube haben sich Auwaldbestände erhalten. Im äußersten Nordosten der Gemeinde liegt ein 30 ha großer Wald, der an das Militärgelände Camp de Mailly grenzt. In diesem Waldstück wird mit 182 m über dem Meer der höchste Punkt in der Gemeinde erreicht. Zur Gemeinde Isle-Aubigny zählt der Weiler Valmoy. Umgeben wird Isle-Aubigny von den Nachbargemeinden Lhuître im Nordwesten und Norden, Dampierre und Vaucogne im Nordosten, Ramerupt im Osten, Chaudrey im Südosten, Ortillon im Süden, Vaupoisson im Südwesten sowie Vinets im Westen.

## Geschichte
Die Gemeinde entstand 1965 durch die Fusion von Isle-sous-Ramerupt und Aubigny. Die beiden Pfarrkirchen in der Gemeinde gehörten bis ins 17. Jahrhundert zur Pfarrei der Nachbargemeinde Vinets im Dekanat Arcis.

## Bevölkerungsentwicklung
| Jahr      | 1962 | 1968 | 1975 | 1982 | 1990 | 1999 | 2006 | 2014 | 2021 |
| Einwohner | 203  | 190  | 172  | 145  | 152  | 142  | 147  | 180  | 171  |

Im Jahr 1836 wurde mit 379 Bewohnern die bisher höchste Einwohnerzahl ermittelt. Die Zahlen basieren auf den Daten von cassini.ehess und INSEE.

## Sehenswürdigkeiten
- Pfarrkirche Saint-Fiacre im Ortsteil Aubigny mit Ursprüngen aus dem 12. Jahrhundert, Chor und Südkapelle aus dem 16. Jahrhundert
- Pfarrkirche Saint-Martin im Ortsteil Isle, Monument historique[3]
- drei Flurkreuze

Kirche St. Martin im Ortsteil Isle
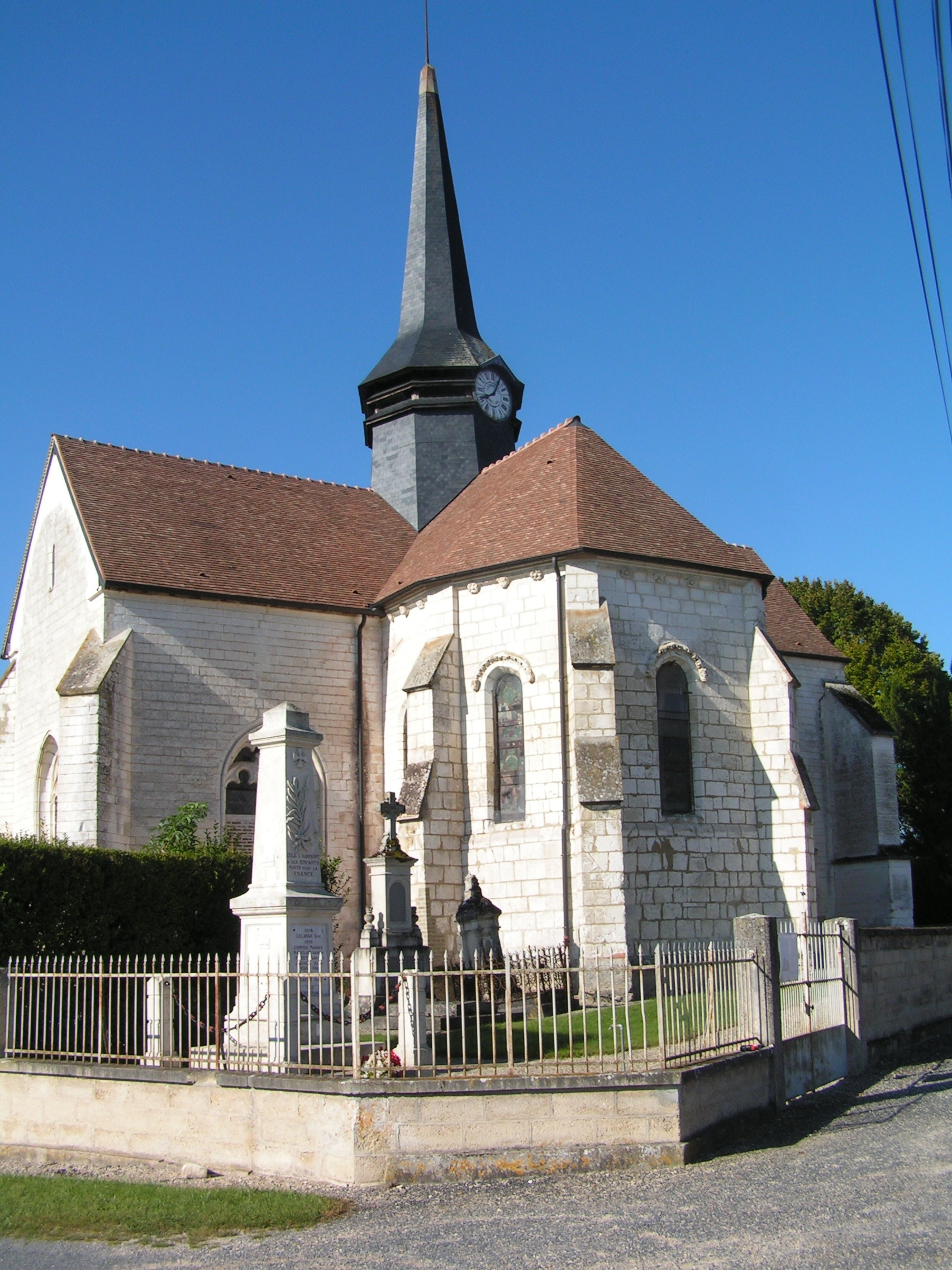
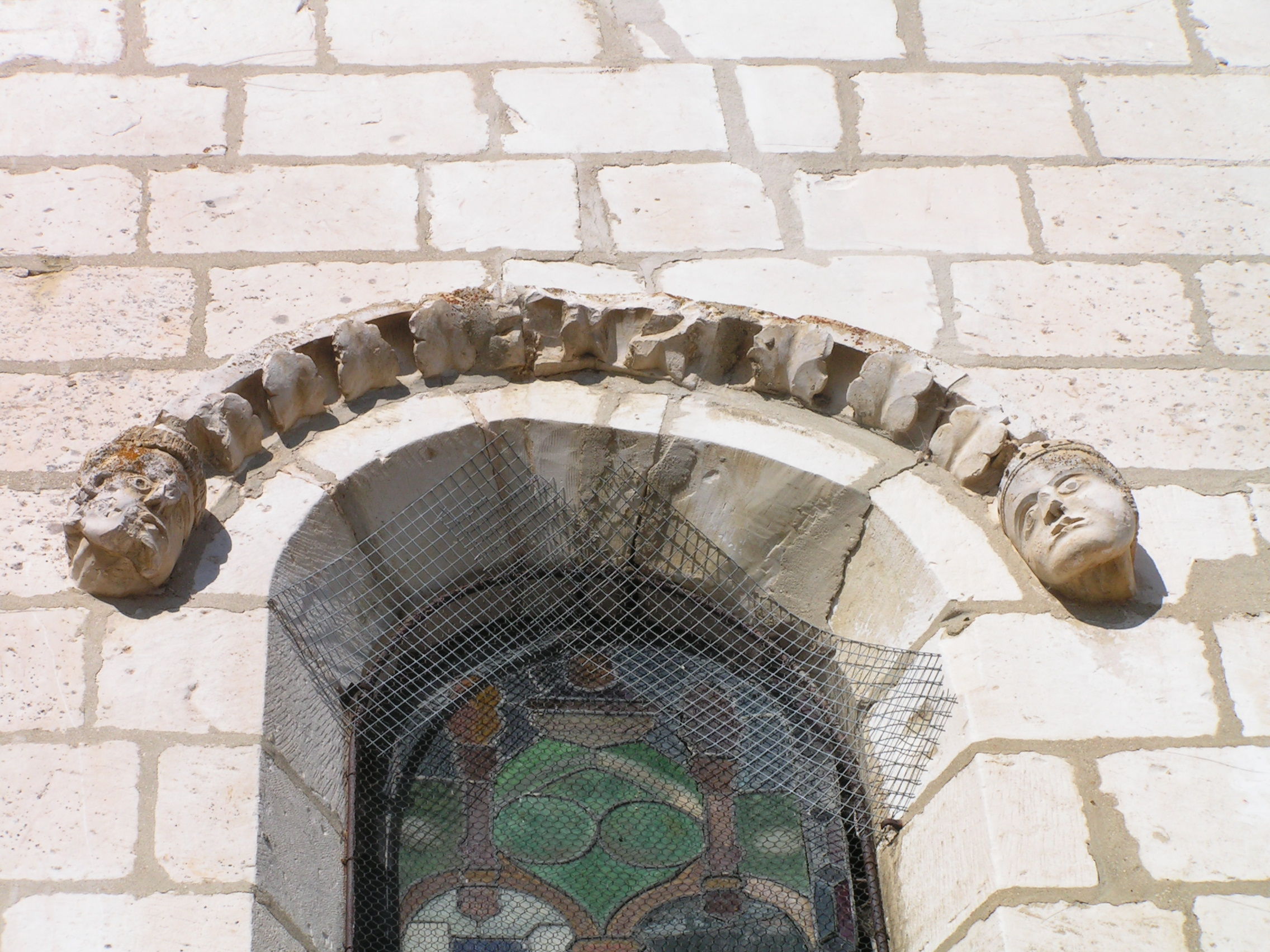
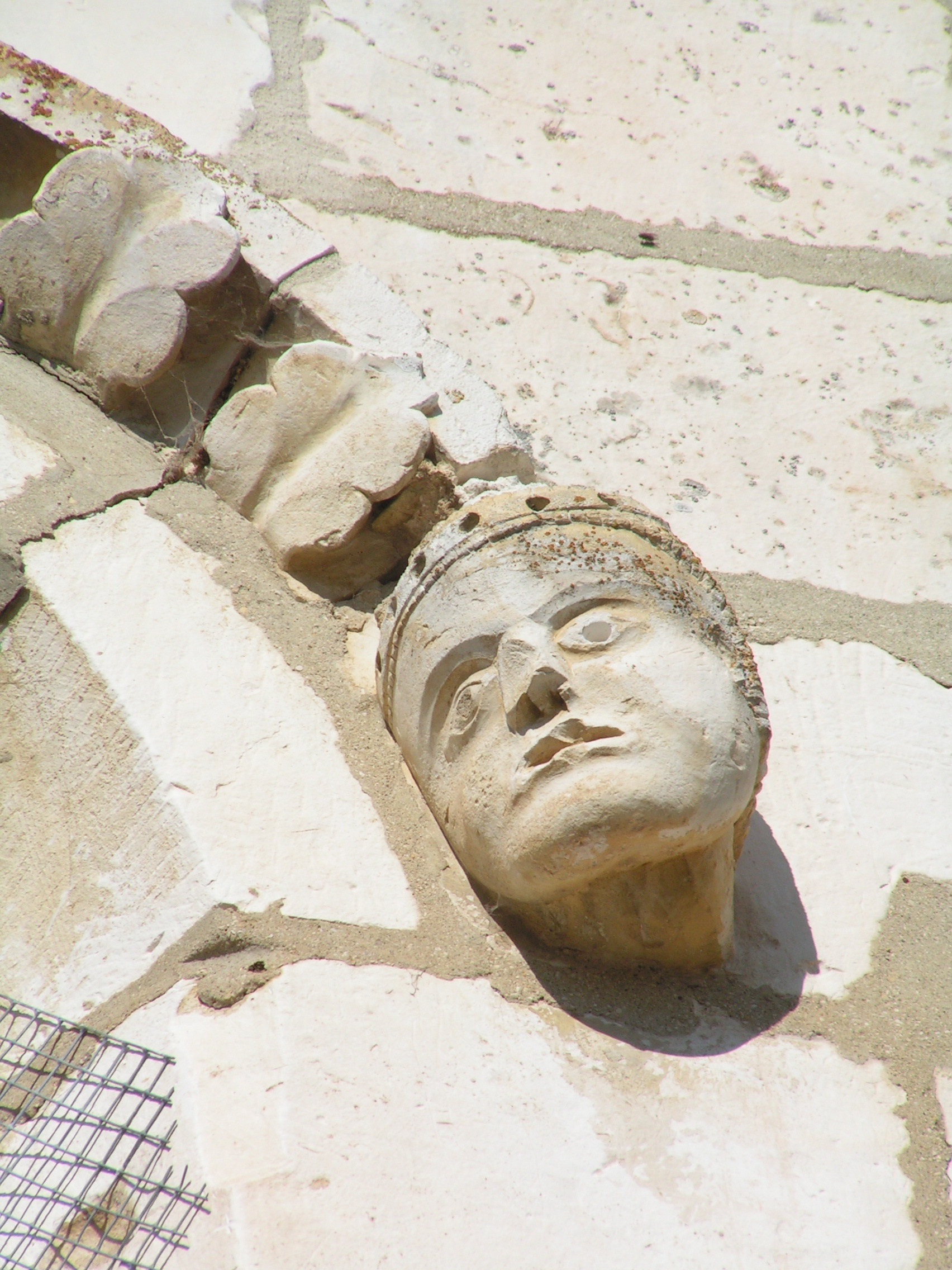
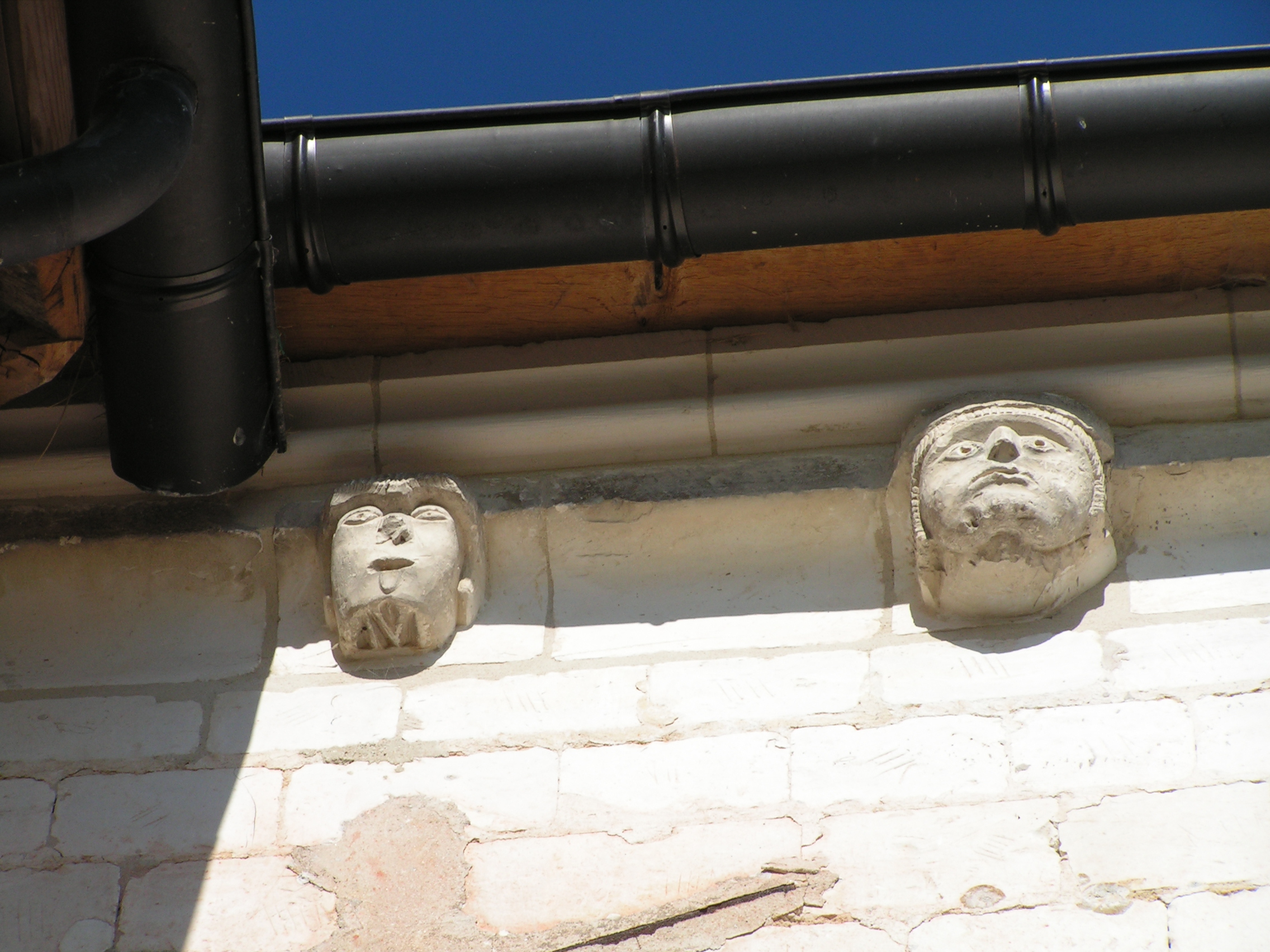

## Wirtschaft und Infrastruktur
In Isle-Aubigny sind elf Landwirtschaftsbetriebe ansässig (Anbau von Getreide, Hülsenfrüchten und Ölsaaten).
Isle-Aubigny liegt an der Fernstraße D56 von Arcis-sur-Aube nach Chavanges. In der fünf Kilometer westlich gelegenen Gemeinde Torcy-le-Petit besteht ein Anschluss an die Autoroute A26 von Calais über Reims nach Troyes.

## Belege
1. ↑  Isle-Aubigny auf cassini.ehess
2. ↑  Isle-Aubigny auf INSEE
3. ↑  Eintrag Nr. PA10000025 in der Base Mérimée des französischen Kulturministeriums (französisch)
4. ↑  Landwirtschaftsbetriebe auf annuaire-mairie.fr (französisch)